# Chrysolina verestschaginae
Chrysolina verestschaginae é uma espécie de artrópode pertencente à família Chrysomelidae.